# Carcelia quinta
Carcelia quinta är en tvåvingeart som beskrevs av Baranov 1931. Carcelia quinta ingår i släktet Carcelia och familjen parasitflugor. Inga underarter finns listade i Catalogue of Life.